# Annulateur (théorie des modules)
Ne doit pas être confondu avec Annulateur (algèbre linéaire).
En théorie des anneaux, l'annulateur d'une partie S d'un module à gauche M sur un anneau A est l'ensemble :
{\displaystyle \operatorname {Ann} (S)=\{\alpha \in A\mid \forall x\in S\quad \alpha x=0\}}.
Ann(S) est un idéal à gauche de A.
Si S est un sous-module de M, Ann(S) est même un idéal bilatère.
En effet, si {\displaystyle \alpha \in \operatorname {Ann} (S)} et {\displaystyle \beta \in A}, alors {\displaystyle (\alpha \beta )S=\alpha (\beta S)\subset \alpha S=\{0\}}. Alternativement, on peut remarquer que Ann(S) n'est autre que le noyau du morphisme d'anneaux {\displaystyle A\to \operatorname {End} (S)} qui définit la loi externe du module S.
Un élément x de M est dit simple si {\displaystyle \forall \alpha \in A\quad \alpha x=0\Rightarrow \alpha =0}, autrement dit si Ann({x}) = {0}.[réf. nécessaire]